# Le Petit Parisien
Le Petit Parisien byl prominentním francouzským deníkem Třetí Francouzské republiky, který vycházel mezi lety 1876 a 1944. Po první světové válce se náklad deníku pohyboval kolem dvou milionů výtisků denně.

## Publikování
Přes své jméno, byl deník vydáván na celém území Francie. Po první světové válce dosahoval největšího nákladu na světě. Během druhé světové války byl deník, pod vedením redaktora Clauda Jeanteta, oficiálním tiskem Vichistického režimu. V roce 1944 také krátce vycházel v nacistickém Německu, poté však bylo jeho vydávání zastaveno.

## Galerie

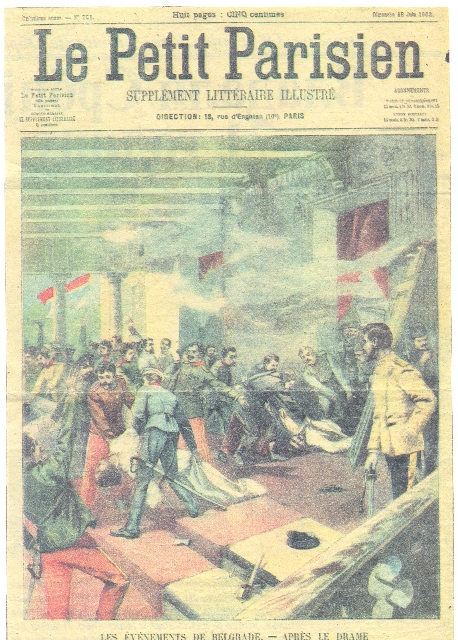
Vydání z roku 1903 s uměleckým vyobrazením Květnového převratu
- Vydání z roku 1883